# Caligo phoroneus
Caligo phoroneus är en fjärilsart som beskrevs av Hans Fruhstorfer 1907. Caligo phoroneus ingår i släktet Caligo och familjen praktfjärilar. Inga underarter finns listade i Catalogue of Life.